# Misilmeri
Misilmeri (Musulumeli en sicilien) est une ville italienne d'environ 25 000 habitants située dans la province de Palerme, en Sicile.

## Histoire
Fondée par les Arabo -Musulmans, elle fut dominée par eux entre le milieu du IXe siècle et le XIe siècle, le nom de la ville viendrait de l'arabe "Menzel-al-Amir" (ou "Menzel-el-Emir"), signifiant le "Lieu du repos de l'Émir, fondée par les émirs arabes Kalbites de Sicile.".
En 1068, une violente bataille opposant Normands et troupes musulmanes se déroula près des ruines actuelles de la forteresse de Misilmeri. Les forces normandes, dirigées par Roger de Hauteville, 1er comte normand de l'île, furent victorieux. Cependant, une énième révolte des barons normands en Apulie oblige Roger, qui souhaitait se diriger vers Palerme, encore aux mains des Arabes, à retourner sur le continent.

## Administration
| Période                                  | Période | Identité | Étiquette | Qualité |
| ---------------------------------------- | ------- | -------- | --------- | ------- |
|                                          |         |          |           |         |
| Les données manquantes sont à compléter. |         |          |           |         |

### Hameaux
Gibilrossa, Portella di Mare

### Communes limitrophes
Bolognetta, Casteldaccia, Ficarazzi, Marineo, Palerme, Santa Cristina Gela, Santa Flavia,  Villabate